# István Nemere
István Nemere, noto anche con lo pseudonimo di Stefano Nemere (Pécs, 8 novembre 1944 – Pécs, 15 novembre 2024), è stato uno scrittore ed esperantista ungherese.

## Biografia
Le sue opere coprono una vasta gamma di temi, specialmente quelli politici e sociali.
Vinse tre volte il premio La Verko de la Jaro e fu presidente dell'Esperanta PEN-Centro.
Negli anni 1960 fu uno dei pionieri nel campo del denaskismo come primo redattore della rivista Gepatra Bulteno e come primo organizzatore del REF (Renkontiĝo de Esperanto-Familioj, "Incontro delle famiglie esperantiste").
L'ultimo romanzo di Nemere, Krias la silento (2002), è ispirato alla vita del premio Nobel Oe Kenzaburo.

## Opere in esperanto
- La naŭa kanalo (raccolta di novelle, 1981)
- La fermita urbo (romanzo, 1982)
- La blinda birdo (romanzo, 1983)
- Sur kampo granita (romanzo, 1983)
- Febro (romanzo, 1984)
- La monto (romanzo, 1984)
- La alta akvo (romanzo, 1985)
- Serĉu mian songon (romanzo, 1987)
- Terra (romanzo, 1987)
- Dum vi estis kun ni (romanzo, 1988)
- Vivi estas danĝere (romanzo, 1988)
- Vi povas morti nur dufoje (romanzo, 1989)
- Pigre pasas la nokto (romanzo, 1992)
- Krokize de mia gardeno (raccolta di novelle, 1992)
- Nesto de viperoj (romanzo, 1994)
- Amparolo (raccolta di novelle, 1997)
- Serĉu, kaj vi trovos (romanzo, 1999)
- Vizito sur la teron (romanzo, 2001)
- Krias la silento (romanzo, 2002)